# 566 (číslo)
Pět set šedesát šest je přirozené číslo. Následuje po čísle pět set šedesát pět a předchází číslu pět set šedesát sedm. Římskými číslicemi se zapisuje DLXVI a řeckými číslicemi φξς.

## Matematika
566 je:
- Deficientní číslo
- Poloprvočíslo
- Šťastné číslo

## Astronomie
- (566) Stereoskopia je planetka hlavního pásu, kterou objevil v roce 1905 Paul Götz

## Roky
- 566
- 566 př. n. l.